# Biała (gromada w powiecie pajęczańskim)
Biała – dawna gromada, czyli najmniejsza jednostka podziału terytorialnego Polskiej Rzeczypospolitej Ludowej w latach 1954–1972.
Gromady, z gromadzkimi radami narodowymi (GRN) jako organami władzy najniższego stopnia na wsi, funkcjonowały od reformy reorganizującej administrację wiejską przeprowadzonej jesienią 1954 do momentu ich zniesienia z dniem 1 stycznia 1973, tym samym wypierając organizację gminną w latach 1954–1972.
Gromadę Biała siedzibą GRN w Białej utworzono w powiecie radomszczańskim w woj. łódzkim, na mocy uchwały nr 36/54 WRN w Łodzi z dnia 4 października 1954. W skład jednostki weszły obszary dotychczasowych gromad Biała i Gawłów ze zniesionej gminy Rząśnia w powiecie radomszczańskim, obszar dotychczasowej gromady Kurzna ze zniesionej gminy Pajęczno w powiecie radomszczańskim oraz obszar dotychczasowej gromady Wręczyca i niezamieszkany obszar gromady  Lipina (na południe od kolonii Lipina) ze zniesionej gminy Siemkowice w powiecie wieluńskim. Dla gromady ustalono 25 członków gromadzkiej rady narodowej.
1 stycznia 1956 gromada weszła w skład nowo utworzonego powiatu pajęczańskiego w tymże województwie.
29 lutego 1956 z gromady Biała wyłączono przysiółek wsi Kurzna włączając go do gromady Pajęczno w tymże powiecie.
31 grudnia 1961 do gromady Biała przyłączono wieś kolonię Dylów i przysiółek Kurzna ze zniesionej gromady Pajęczno.
Gromada przetrwała do końca 1972 roku, czyli do kolejnej reformy gminnej.